# Eleições legislativas na Grécia em maio de 2023
A eleição parlamentar grega em maio de 2023 ocorreu em 21 de maio para renovar a totalidade dos 300 assentos do Parlamento Helênico para uma nova legislatura com mandato de 4 anos. Esta foi a primeira eleição parlamentar do país realizada sob o sistema de representação proporcional em substituição ao anterior sistema de representação majoritário. O comparecimento do eleitorado grego às urnas foi de quase 61%, mais de 3% superior àquele verificado há 4 anos atrás.
O partido governista Nova Democracia (ND), de centro-direita e liderado pelo atual primeiro-ministro da Grécia, Kyriákos Mitsotákis, sagrou-se vencedor do pleito por ampla margem de votos ao obter 40,79% dos votos válidos e eleger 146 deputados. Entretanto, o ND não conseguiu consolidar a sua maioria absoluta conquistada na eleição de 2019 diante de uma ligeira contração de sua bancada parlamentar, ficando com 5 assentos abaixo dos 151 necessários para governar sem a necessidade de formar coalizões políticas com demais forças políticas minoritárias.

## Resultados eleitorais
| Partido                 | Partido                                   | Votos                            | %                                | +/-                              | Deputados                        | +/-                              |
| ----------------------- | ----------------------------------------- | -------------------------------- | -------------------------------- | -------------------------------- | -------------------------------- | -------------------------------- |
|                         | Nova Democracia                           | 2 407 860                        | 40,79 / 100,00                   | 0,96                             | 146 / 300                        | 12                               |
|                         | SYRIZA                                    | 1 184 500                        | 20,07 / 100,00                   | 11,46                            | 71 / 300                         | 15                               |
|                         | Movimento pela Mudança                    | 676 166                          | 11,46 / 100,00                   | 3,36                             | 41 / 300                         | 19                               |
|                         | Partido Comunista da Grécia               | 426 741                          | 7,23 / 100,00                    | 1,93                             | 26 / 300                         | 11                               |
|                         | Solução Grega                             | 262 529                          | 4,45 / 100,00                    | 0,75                             | 16 / 300                         | 6                                |
| Barreira de 3,00%       |                                           |                                  |                                  |                                  |                                  |                                  |
|                         | Vitória                                   | 172 208                          | 2,92 / 100,00                    | Novo                             | 0 / 300                          | Novo                             |
|                         | Rumo da Liberdade                         | 170 298                          | 2,89 / 100,00                    | 1,43                             | 0 / 300                          | Estável                          |
|                         | Frente da Desobediência Realista Europeia | 155 085                          | 2,63 / 100,00                    | 0,81                             | 0 / 300                          | 9                                |
|                         | Outros (com menos de 1,00%)               | 447 360                          | 7,59 / 100,00                    |                                  | 0 / 300                          |                                  |
| Votos Inválidos         | Votos Inválidos                           | 158 248                          | 2,61 / 100,00                    | 0,53                             |                                  |                                  |
| Total                   | Total                                     | 6 060 995                        | 100,00 / 100,00                  |                                  | 300 / 300                        |                                  |
| Eleitorado/Participação | Eleitorado/Participação                   | 9 946 082                        | 60,94 / 100,00                   | 3,02                             |                                  |                                  |
| Fonte                   | Fonte                                     | Ministério do Interior da Grécia | Ministério do Interior da Grécia | Ministério do Interior da Grécia | Ministério do Interior da Grécia | Ministério do Interior da Grécia |

## Repercussão pós-pleito
Diante do cenário eleitoral observado e com a pouca disposição apresentada tanto pelo ND quanto pelo SYRIZA, segundo partido mais votado no pleito e principal força política de esquerda da Grécia, em formar um governo de coalizão, Mitsotákis afirmou que pressionaria a presidente da Grécia, Katerina Sakellaropoulou, para que convocasse nova eleição parlamentar para o mês seguinte. Três dias depois, em 24 de maio, foi decidido que a nova eleição parlamentar será realizada em 25 de junho para solucionar o impasse político gerado com os resultados eleitorais verificados neste pleito. No mesmo dia, Sakellaropoulou nomeou o presidente Tribunal de Contas Helénico (TCU), Ioannis Sarmas para ser o primeiro-ministro da Grécia interinamente. Ele deve servir no cargo até a formação de um novo governo após as eleições de junho de 2023. 